# Jouni Johansen
Jouni Johansen ist ein ehemaliger finnischer Skispringer.
Johansen sprang in der Weltcup-Saison 1987/88 insgesamt sieben Weltcup-Springen im A-Nationalkader der Finnen. Dabei erreichte er bereits in seinen ersten beiden Springen in Sapporo mit einem 8. und einem 7. Platz insgesamt 17 Weltcup-Punkte und belegte damit am Ende den 43. Platz in der Weltcup-Gesamtwertung.